# Karl Philipp von Brandenburg-Schwedt
Karl Philipp von Brandenburg-Schwedt (* 5. Januar 1673 in Bielefeld (Sparrenburg); † 23. Juli 1695 in Casale Monferrato) war ein Prinz und Titular-Markgraf zu Brandenburg-Schwedt.

## Leben
Karl Philipp war der dritte, den Vater überlebende Sohn des „Großen Kurfürsten“ Friedrich Wilhelm von Brandenburg (1620–1688) aus dessen zweiter Ehe mit Dorothea Sophie (1636–1689), Tochter des Herzogs Philipp von Schleswig-Holstein-Sonderburg-Glücksburg.
Im Jahr 1693 gelangte der Prinz, nachdem er sich in der Schlacht bei Neerwinden bewährt hatte und von seinem Bruder, Kurfürst Friedrich III., zum Generalleutnant ernannt worden war, im Pfälzischen Erbfolgekrieg an der Spitze eines brandenburgischen Hilfstruppenkontingents, das dem Herzog von Savoyen gestellt worden war, nach Turin.
Hier lernte er Gräfin Katharina von Salmour, eine geborene Marchesa di Balbiano († 1719) kennen. Er heiratete die junge Witwe heimlich am 28. Mai 1695 im Reggia di Venaria Reale bei Turin. Das Haus Brandenburg und auch der Herzog von Savoyen erkannten die Ehe nicht an. Herzog Viktor Amadeus ließ Katharina entführen und in ein Kloster gefangen setzen, um diplomatische Verwicklungen zu vermeiden. Die Kurie unterstützte den Anspruch Karl Philipps auf Rechtmäßigkeit der Ehe in der Hoffnung, die Ehe mit der Katholikin könnte den protestantischen Prinzen zum Glaubenswechsel verleiten. Während dieser Auseinandersetzungen starb Karl Philipp an einem Fieber und Rom stellte erst zwei Jahre nach seinem Tod die Gültigkeit seiner Ehe fest, die das Haus Brandenburg auch weiterhin nicht anerkannte. Karl Philipp, dessen Ehe kinderlos blieb, ist in der Hohenzollerngruft des Berliner Doms beigesetzt.
Seine Witwe heiratete 1707 den sächsischen Minister und General August Christoph von Wackerbarth.